# Itzan Escamilla
Itzan Escamilla Guerrero (Madrid, 31 de outubro de 1997) é um ator espanhol. Ficou mais conhecido pelo papel de Samuel García Dominguez, na série espanhola da Netflix, Élite.

## Carreira
Itzan estudou atuação na Escola de Atuação Cristina Rota em Madrid, ele começou sua carreira de ator participando de peças como Los Universos Paralelos de David Lindsay-Abaire. Seu primeiro trabalho na televisão foi na série espanhola Seis hermanas, logo depois apareceu em episódios de outras séries como Centro Médico e El final del camino. Na série Víctor Ros transmitida em 2016, onde interpretou o papel de Juan, enteado do protagonista, foi seu primeiro personagem de longa duração na televisão. Em 2017, teve uma pequena aparição na série de ficção histórica El Ministerio del Tiempo de Televisión Española, interpretando o personagem Simón Bolívar. Depois, ele deu vida a Francisco Gomez jovem na série da Netflix Las chicas del cable.
Em 5 de outubro de 2018, ele estreou a série da Netflix Élite, interpretando Samuel García Dominguez, um estudante que, após o desabamento de sua escola, recebe uma bolsa de estudos para estudar em um colégio de prestígio.
Em fevereiro de 2020, ele estreou no cinema estrelando Planeta 5000.

## Filmografía

### Televisão
| Ano       | Titulo                   | Papel                     | Notas                            |
| --------- | ------------------------ | ------------------------- | -------------------------------- |
| 2016      | Seis hermanas            | Gorrilla                  | 1 episódio                       |
| 2016      | Centro Médico            |                           | 1 episódio                       |
| 2016      | Víctor Ros               | Juan                      | 7 episódios                      |
| 2017      | El Ministerio del Tiempo | Simón Bolívar (jovem)     | Episódio: "Tiempo de ilustrados" |
| 2017      | El final del camino      | Gonzalo                   | 2 episódios                      |
| 2017      | Las chicas del cable     | Francisco Gómez (15 anos) | 3 episódios                      |
| 2018–2022 | Élite                    | Samuel García Domínguez   | Principal (1ª-5ª temporada)      |
| 2020      | Memórias de Idhún        | Jack (Voz)                | Principal (10 episódios)         |
| 2021      | Élite: historias breves  | Samuel García Domínguez   | 3 episódios                      |

### Cinema
| Ano  | Titulo       | Papel  | Diretor    | Notas |
| ---- | ------------ | ------ | ---------- | ----- |
| 2020 | Planeta 5000 | Sergio | Carlos Val |       |

## Teatro
| Ano  | Titulo                  | Diretor       |
| ---- | ----------------------- | ------------- |
| 2017 | Los universos paralelos | David Serrano |